# Camperdown Works

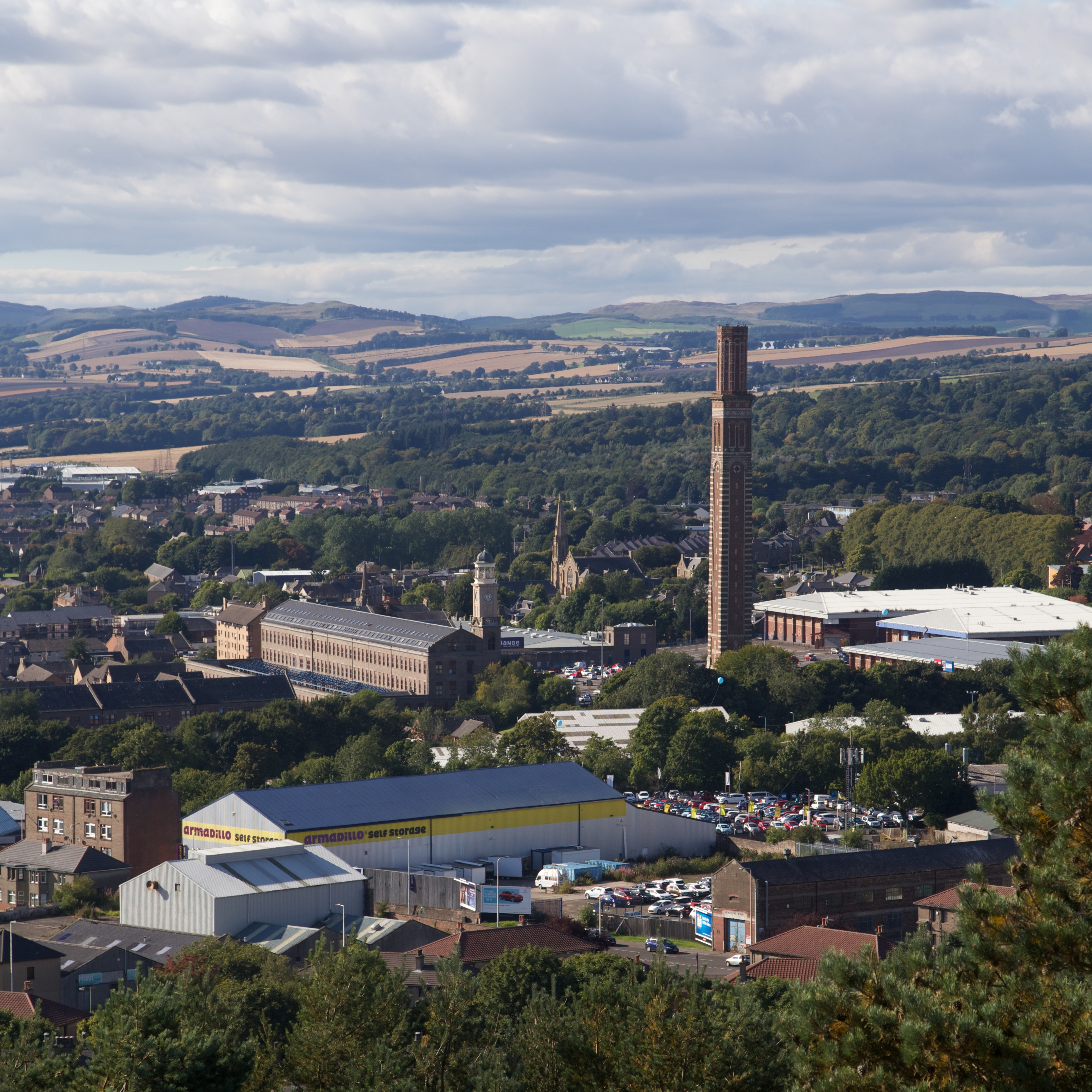
Blick vom Dundee Law über die High Mill und Cox’s Stack

Die Camperdown Works waren ein textilproduzierendes Unternehmen in der schottischen Stadt Dundee in der Council Area Dundee City. Die bis heute erhaltene High Mill wurde 1965 in die schottischen Denkmallisten in der höchsten Denkmalkategorie A aufgenommen. Der zugehörige Cox’s Stack ist separat als Kategorie-A-Bauwerk klassifiziert. Der ehemalige Mühlenkomplex wurden zwischenzeitlich zu Wohnräumen umgenutzt.

## Geschichte
Im Zuge der industriellen Revolution im 19. Jahrhundert entwickelte sich Dundee zu einem der bedeutendsten Standorten der Textilindustrie im Vereinigten Königreich. Zur Hochzeit im späten 19. Jahrhundert waren dort um 60 Textilmühlen in Betrieb, die mehr als 50.000 Personen beschäftigten. Rund zwei Drittel der Arbeiter waren Frauen.
Die Familie Cock, die sich später in Cox umbenannte, war bereits seit dem 18. Jahrhundert mit der Textilherstellung befasst. James Cox gründete die Camperdown Works im Jahre 1850. Im Unterschied zu ähnlichen Betrieben, die im selben Zeitraum erbaut wurden, wurden die Camperdown Works von Beginn an in voller Größe geplant und dann ab 1857 in mehreren Phasen gebaut. Eine Stichbahn sicherte den Warenverkehr zwischen den Camperdown Works und dem internationalen Hafen von Dundee. Mit schließlich mehr als 5000 Beschäftigen entwickelten sie sich zur größten Jutespinnerei der Welt. 1981 wurde der Betrieb aufgelassen. Verschiedene Gebäude wurden daraufhin abgebrochen und die High Mill in Wohnungen unterteilt.

## High Mill
Die rund 150 m lange High Mill, auch Silver Mill genannt, steht an der Methven Street nordwestlich des Stadtzentrums von Dundee. Sie wurde in drei Phasen zwischen 1857 und 1868 erbaut. Die nordexponierte Hauptfassade des dreistöckigen Gebäudeteils an der Nordseite ist 40 Achsen weit. Aus der Fassade treten zwei Risalite heraus. Die Tympana ihrer abschließenden Dreiecksgiebel sind mit Rundbogenfenstern mit Schlusssteinen ausgestaltet. An der Nordostkante ragt ein rund 30 m hoher Treppenturm auf. Pilaster flankieren das Rundbogenfenster in seinem dritten Geschoss. Darüber verjüngt sich der Turm. Oberhalb des Kranzgesimses mit Zahnschnitt ist er oktogonal mit geschwungener Gusseisenhaube fortgeführt. Der südliche Gebäudeteil ist zweistöckig ausgeführt.

## Cox’s Stack

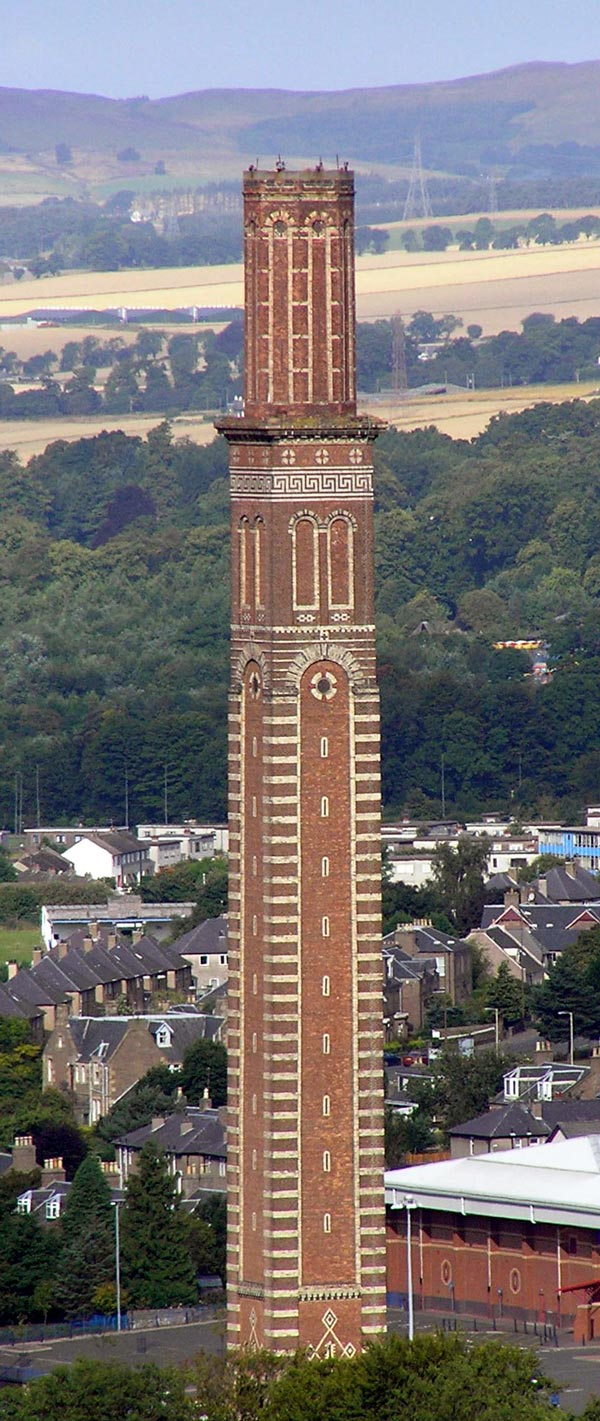
Cox’s Stack

Der 1866 fertiggestellte Schornstein Cox’s Stack steht am Ostende des ehemaligen Betriebsgeländes. Die rund 86 m hohe Landmarke gilt als architektonisch wertvollster Industriekamin in Schottland. Die Abgase der 57 Dampfmaschinen, die zum Betrieb der Maschinerien eingesetzt wurden, wurden unterirdisch kanalisiert und gebündelt über den Cox’s Stack abgegeben. Der Backsteinbau ist im Stile eines Campaniles gestaltet. Seine Kanten sind mit gebänderten Pilastern aus roten und gelblichen Backsteinen ausgeführt. Sie flankieren rundbogige Aussparung, in denen jeweils neun Schlitzfenster und ein Rundfenster eingelassen sind. Oberhalb des ausladenden Kranzsgesimses ist der Turm oktogonal fortgeführt.
James Cox, der Vorsitzender des Konsortiums zum Bau der Tay Bridge war, richtete den Verlauf der Brücke dergestalt aus, dass in Dundee eintreffende Passagiere über die Schulter des Dundee Law einen Blick auf Cox’s Stack erhielten.